# Випке
Випке (нем. Wiepke) — деревня в Германии, в земле Саксония-Анхальт, входит в район Зальцведель в составе городского округа Гарделеген.
Население составляет 210 человека (на 31 декабря 2008 года). Занимает площадь 6,03 км².

## История
Первое документальное упоминание о поселении относится к 1420 году, но основано гораздо раньше, а возведение церкви датируется 1180 годом.
1 января 2010 года, после проведённых реформ, Випке вошёл в состав городского округа Гарделеген в качестве района.

## Галерея
- Випке на карте городского округа
- Церковь в Випке
- Водяная мельница в Випке
- Вековой дуб